# 東経26度線
東経26度線（とうけい26どせん）は、本初子午線面から東へ26度の角度を成す経線である。北極点から北極海、ヨーロッパ、地中海、アフリカ、インド洋、南極海、南極大陸を通過して南極点までを結ぶ。
東経26度線は、西経154度線と共に大円を形成する。

## 通過する地域一覧
東経26度線は、北極点から南極点まで南に向かって以下の場所を通っている。
| 地理座標                                             | 国土・領土・領海                   | 備考                                                      |
| ---------------------------------------------------- | ---------------------------------- | --------------------------------------------------------- |
| 北緯90度0分 東経26度0分 / 北緯90.000度 東経26.000度  | 北極海                             |                                                           |
| 北緯80度10分 東経26度0分 / 北緯80.167度 東経26.000度 | ノルウェー                         | 北東島（スヴァールバル諸島）                              |
| 北緯79度40分 東経26度0分 / 北緯79.667度 東経26.000度 | バレンツ海                         |                                                           |
| 北緯71度8分 東経26度0分 / 北緯71.133度 東経26.000度  | ノルウェー                         | マーゲロイ島                                              |
| 北緯70度58分 東経26度0分 / 北緯70.967度 東経26.000度 | ポルサンゲン・フィヨルド（英語版） |                                                           |
| 北緯70度39分 東経26度0分 / 北緯70.650度 東経26.000度 | ノルウェー                         |                                                           |
| 北緯69度43分 東経26度0分 / 北緯69.717度 東経26.000度 | フィンランド                       |                                                           |
| 北緯60度16分 東経26度0分 / 北緯60.267度 東経26.000度 | バルト海                           | フィンランド湾                                            |
| 北緯59度37分 東経26度0分 / 北緯59.617度 東経26.000度 | エストニア                         |                                                           |
| 北緯57度52分 東経26度0分 / 北緯57.867度 東経26.000度 | ラトビア                           |                                                           |
| 北緯55度58分 東経26度0分 / 北緯55.967度 東経26.000度 | リトアニア                         |                                                           |
| 北緯54度57分 東経26度0分 / 北緯54.950度 東経26.000度 | ベラルーシ                         |                                                           |
| 北緯51度56分 東経26度0分 / 北緯51.933度 東経26.000度 | ウクライナ                         |                                                           |
| 北緯47度58分 東経26度0分 / 北緯47.967度 東経26.000度 | ルーマニア                         | ブカレストのすぐ西を通過                                  |
| 北緯43度53分 東経26度0分 / 北緯43.883度 東経26.000度 | ブルガリア                         |                                                           |
| 北緯41度20分 東経26度0分 / 北緯41.333度 東経26.000度 | ギリシャ                           |                                                           |
| 北緯40度49分 東経26度0分 / 北緯40.817度 東経26.000度 | 地中海                             | エーゲ海                                                  |
| 北緯40度9分 東経26度0分 / 北緯40.150度 東経26.000度  | トルコ                             | ギョクチェアダ島                                          |
| 北緯40度8分 東経26度0分 / 北緯40.133度 東経26.000度  | 地中海                             | エーゲ海                                                  |
| 北緯39度51分 東経26度0分 / 北緯39.850度 東経26.000度 | トルコ                             | ボズジャーダ島（英語版）                                  |
| 北緯39度49分 東経26度0分 / 北緯39.817度 東経26.000度 | 地中海                             | エーゲ海                                                  |
| 北緯39度17分 東経26度0分 / 北緯39.283度 東経26.000度 | ギリシャ                           | レスボス島                                                |
| 北緯39度7分 東経26度0分 / 北緯39.117度 東経26.000度  | 地中海                             | エーゲ海                                                  |
| 北緯38度36分 東経26度0分 / 北緯38.600度 東経26.000度 | ギリシャ                           | ヒオス島                                                  |
| 北緯38度10分 東経26度0分 / 北緯38.167度 東経26.000度 | 地中海                             | エーゲ海                                                  |
| 北緯37度34分 東経26度0分 / 北緯37.567度 東経26.000度 | ギリシャ                           | イカリア島                                                |
| 北緯37度31分 東経26度0分 / 北緯37.517度 東経26.000度 | 地中海                             | エーゲ海                                                  |
| 北緯36度56分 東経26度0分 / 北緯36.933度 東経26.000度 | ギリシャ                           | アモルゴス島                                              |
| 北緯36度53分 東経26度0分 / 北緯36.883度 東経26.000度 | 地中海                             | エーゲ海                                                  |
| 北緯35度12分 東経26度0分 / 北緯35.200度 東経26.000度 | ギリシャ                           | クレタ島                                                  |
| 北緯35度1分 東経26度0分 / 北緯35.017度 東経26.000度  | 地中海                             |                                                           |
| 北緯31度36分 東経26度0分 / 北緯31.600度 東経26.000度 | エジプト                           |                                                           |
| 北緯22度0分 東経26度0分 / 北緯22.000度 東経26.000度  | スーダン                           |                                                           |
| 北緯10度9分 東経26度0分 / 北緯10.150度 東経26.000度  | 南スーダン                         |                                                           |
| 北緯7度0分 東経26度0分 / 北緯7.000度 東経26.000度    | 中央アフリカ                       |                                                           |
| 北緯5度14分 東経26度0分 / 北緯5.233度 東経26.000度   | コンゴ民主共和国                   |                                                           |
| 南緯11度56分 東経26度0分 / 南緯11.933度 東経26.000度 | ザンビア                           |                                                           |
| 南緯17度59分 東経26度0分 / 南緯17.983度 東経26.000度 | ジンバブエ                         |                                                           |
| 南緯19度9分 東経26度0分 / 南緯19.150度 東経26.000度  | ボツワナ                           | ハボローネのすぐ東を通過                                  |
| 南緯24度43分 東経26度0分 / 南緯24.717度 東経26.000度 | 南アフリカ共和国                   | 北西州 フリーステイト州 東ケープ州                        |
| 南緯33度43分 東経26度0分 / 南緯33.717度 東経26.000度 | インド洋                           |                                                           |
| 南緯60度0分 東経26度0分 / 南緯60.000度 東経26.000度  | 南極海                             |                                                           |
| 南緯70度9分 東経26度0分 / 南緯70.150度 東経26.000度  | 南極大陸                           | ドローニング・モード・ランド（ ノルウェーが領有権を主張） |